# اسپراگوویل (آیووا)
اسپراگوویل (به انگلیسی: Spragueville) شهری در ایالت آیووا کشور ایالات متحده آمریکا است که جمعیت آن در سرشماری سال ۲۰۱۰ میلادی، ۸۱ نفر بوده‌است.